# Jeziora Wielkie (gromada)
Jeziora Wielkie – dawna gromada, czyli najmniejsza jednostka podziału terytorialnego Polskiej Rzeczypospolitej Ludowej w latach 1954–1972.
Gromady, z gromadzkimi radami narodowymi (GRN) jako organami władzy najniższego stopnia na wsi, funkcjonowały od reformy reorganizującej administrację wiejską przeprowadzonej jesienią 1954 do momentu ich zniesienia z dniem 1 stycznia 1973, tym samym wypierając organizację gminną w latach 1954–1972.
Gromadę Jeziora Wielkie z siedzibą GRN w Jeziorach Wielkich utworzono – jako jedną z 8759 gromad na obszarze Polski – w powiecie mogileńskim w woj. bydgoskim, na mocy uchwały nr 24/9 WRN w Bydgoszczy z dnia 5 października 1954. W skład jednostki weszły obszary dotychczasowych gromad Berlinek, Jeziora Wielkie, Krzywekolano i Nożyczyn ze zniesionej gminy Strzelno-Południe w tymże powiecie. Dla gromady ustalono 19 członków gromadzkiej rady narodowej.
31 grudnia 1961 do gromady Jeziora Wielkie włączono wsie Kościeszki, Lubstówek, Dobska, Rzeszyn i Rzeszynek wraz z półwyspem Potrzymiech oraz stacją kolejową Gopło ze zniesionej gromady Włostowo w tymże powiecie.
1 stycznia 1972 do gromady Jeziora Wielkie włączono sołectwa Piątnice, Sierakowo i Włostowo ze zniesionej gromady Wronowy w tymże powiecie, po czym gromadę Jeziora Wielkie połączono z gromadą Wójcin, tworząc z ich obszarów gromadę Jeziora Wielkie z siedzibą Gromadzkiej Rady Narodowej w Jeziorach Wielkich w tymże powiecie (de facto gromadę Wójcin zniesiono, włączając jej obszar do gromady Jeziora Wielkie).
Gromada przetrwała do końca 1972 roku, czyli do kolejnej reformy gminnej. 1 stycznia 1973 w powiecie mogileńskim utworzono gminę Jeziora Wielkie.